# اسی‌سو
ایسی سو یا ایستی سو. (سو کلمه ی ترکی به معنای آب است که به فارسی آب گرم گفته می‌شود) از جمله زیباترین و دیدنی‌ترین روستاهای منطقهٔ سلماس است این روستا دارای طبیعت و باغ‌های زیبای فراوانی است که در آن‌ها همه نوع میوهٔ سردسیری و معتدل تولید می‌گردد. این روستای توریستی هم چنین دارای اب معدنی نیز هست که ویژگی‌های درمانی موثری به ویژه برای بیماری‌های پوستی دارد و آب آن برای محک زدن اصالت طلای خالص از ناخالص به کار می‌رود.
اهالی این روستا از طوایف کره‌سنی می‌باشند.